# Clavicipitaceae
Clavicipitaceae O.E. Erikss., Mycotaxon 15: 224 (1982) è una famiglia di funghi ascomiceti biotrofi e necrotrofi di piante, artropodi ed altri funghi.

## Sinonimi
- Hypocreaceae subfam. Clavicipiteae Lindau, Nat. Pflanzenfam. 1(1): 348 (1897).

## Generi di Clavicipitaceae
Il genere tipo è Claviceps Tul., altri generi sono:
- Cordyceps
- Beauvaria